# BeagleBoard
La BeagleBoard est une carte électronique de type ordinateur à carte unique de faible puissance. Il s'agit d'un matériel libre produit par Texas Instruments en collaboration avec Digi-Key. La BeagleBoard a également été conçue en ayant à l'esprit le développement de logiciels open source. Elle constitue également un moyen de démontrer les caractéristiques du system-on-a-chip OMAP3530 de Texas Instrument. La carte a été développée par une petite équipe d'ingénieurs dans un but pédagogique afin d'être utilisée dans les universités à travers le monde, dans le but d'enseigner le potentiel de l'open source matériel et logiciel. Il est également au public sous la licence Creative Commons Share-Alike.

## Description
La BeagleBoard mesure approximativement 75 x 75 mm et possède toutes les fonctionnalités d'un ordinateur de bureau basique. Le system-on-a-chip OMAP3530 inclut un processeur Cortex-A8 (qui peut faire tourner Linux, FreeBSD, OpenBSD, RISC OS ou Symbian ; Android), un processeur de signal numérique (DSP) Texas Instruments TMS320, ainsi qu'un processeur graphique PowerVR SGX530 supportant OpenGL ES 2.0.

## Sources
- (en) Cet article est partiellement ou en totalité issu de l’article de Wikipédia en anglais intitulé « BeagleBoard » (voir la liste des auteurs).